# NGC 4750
NGC 4750 ist eine Spiralgalaxie mit aktivem Galaxienkern vom Hubble-Typ Sa im Sternbild Drache am Nordsternhimmel. Sie ist sie etwa 79 Millionen Lichtjahre von der Milchstraße entfernt und hat einen Durchmesser von etwa 45.000 Lichtjahren.
Gemeinsam mit NGC 4648, NGC 4693, NGC 4749, PGC 41947, PGC 42818, PGC 43975 und PGC 44672 bildet sie die NGC 4750-Gruppe.
Das Objekt wurde am 8. November 1798 von Wilhelm Herschel mit einem 18,7–Zoll–Spiegelteleskop entdeckt, der sie dabei mit „cB, R, about 1.5′ diameter. Somewhat approaching to a planetary nebula, with a strong hazy border“ beschrieb.

## NGC 4750-Gruppe (LGG 303)
| Galaxie   | Alternativname | Entfernung/Mio. Lj |
| --------- | -------------- | ------------------ |
| NGC 4750  | PGC 43426      | 79                 |
| NGC 4648  | PGC 42595      | 69                 |
| NGC 4693  | PGC 43141      | 81                 |
| NGC 4749  | PGC 43527      | 82                 |
| PGC 41947 | UGC 7767       | 64                 |
| PGC 42818 | UGC 7908       | 81                 |
| PGC 43975 | UGC 8052       | 75                 |
| PGC 44672 | UGC 8120       | 81                 |